# Reprezentacja Turkmenistanu w hokeju na lodzie mężczyzn
Reprezentacja Turkmenistanu w hokeju na lodzie mężczyzn – drużyna reprezentująca Turkmenistan w międzynarodowych rozgrywkach w hokeju na lodzie.